# San Martino in Rio
San Martino in Rio is een gemeente in de Italiaanse provincie Reggio Emilia (regio Emilia-Romagna) en telt 8192 inwoners (2022). De oppervlakte bedraagt 22,6 km², de bevolkingsdichtheid is 295 inwoners per km².
De volgende frazioni maken deel uit van de gemeente: Case Culzoni, Case Vellani, Gazzata, Montecatini, Osteriola, Stiolo, Trignano.

## Demografie
San Martino in Rio telt ongeveer 2740 huishoudens. Het aantal inwoners steeg in de periode 1991-2001 met 19,9% volgens cijfers uit de tienjaarlijkse volkstellingen van ISTAT.
| Jaar | Inwoneraantal |
| ---- | ------------- |
| 1991 | 5410          |
| 2001 | 6484          |

## Geografie
San Martino in Rio grenst aan de volgende gemeenten: Campogalliano (MO), Correggio, Reggio Emilia, Rubiera.
Albinea · Bagnolo in Piano · Baiso · Bibbiano · Boretto · Brescello · Busana · Cadelbosco di Sopra · Campagnola Emilia · Campegine · Canossa · Carpineti · Casalgrande · Casina · Castellarano · Castelnovo di Sotto · Castelnovo ne' Monti · Cavriago · Collagna · Correggio · Fabbrico · Gattatico · Gualtieri · Guastalla · Ligonchio · Luzzara · Montecchio Emilia · Novellara · Poviglio · Quattro Castella · Ramiseto · Reggio Emilia  · Reggiolo · Rio Saliceto · Rolo · Rubiera · San Martino in Rio · San Polo d'Enza · Sant'Ilario d'Enza · Scandiano · Toano · Ventasso · Vetto · Vezzano sul Crostolo · Viano · Villa Minozzo
- Gemeinsame Normdatei: 4586814-1
- Library of Congress Control Number: n2003048309
- MusicBrainz: 5d5c3c75-432b-4b0f-8b32-7c91ac19d193
- Nationale Bibliotheek van Israël: 987007489298205171
- Istituto Centrale per il Catalogo Unico: UBOV071154
- Virtual International Authority File: 157303157

1. ↑  https://demo.istat.it/?l=it.